# Michał Choromański
Michał Choromański (ur. 9 czerwca?/22 czerwca 1904 w Jelizawietgradzie, zm. 24 maja 1972 w Warszawie) – polski pisarz i dramaturg. Laureat Nagrody Młodych Polskiej Akademii Literatury.

## Życiorys

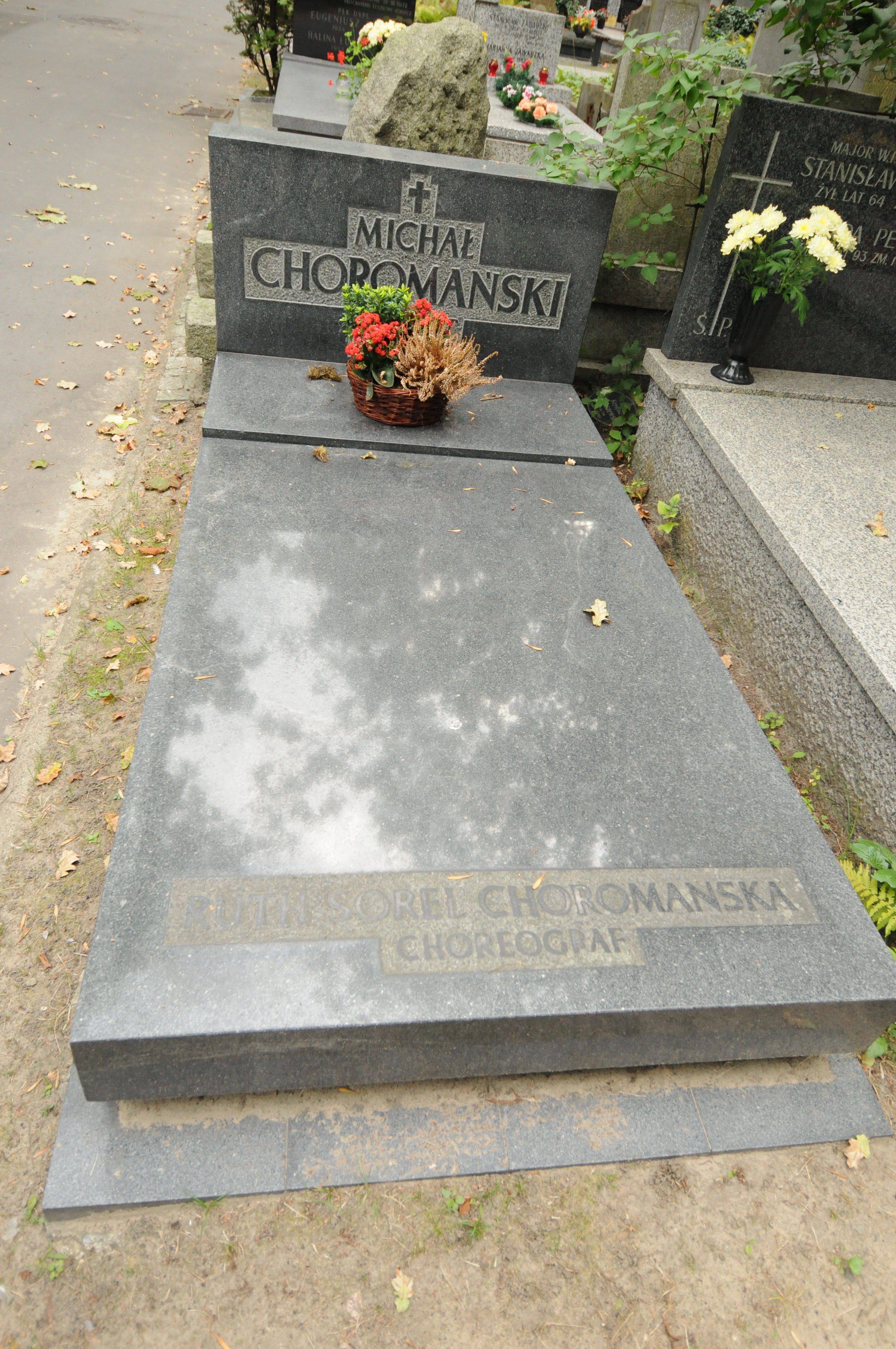
Grób pisarza na Powązkach

Urodził się w Jelizawietgradzie (obecnie Kropywnycki) jako syn Konstantego Choromańskiego, medyka (który w 1918 zginął w Kijowie od wybuchu bomby) i Aleksandry (z domu Rogasskiej). Po śmierci ojca zmuszony był pracować, by utrzymać siebie, matkę i siostrę. Był m.in. korepetytorem, nauczycielem rysunku, dziennikarzem oraz pomocnikiem piekarza. Interesował się również malarstwem i stworzył w tym czasie kilka portretów. W młodym wieku zapadł na gruźlicę kości i płuc. Wtedy zaczęła się jego tułaczka po szpitalach i sanatoriach. W 1924 wraz z matką i siostrą przybył do Polski. Studiował pedagogikę i psychologię.
Podczas pobytu w Zakopanem zainteresowali się nim Karol Szymanowski i Kazimierz Wierzyński. Ten ostatni przedstawił młodego pisarza (piszącego wówczas po rosyjsku) Marii Kasprowiczowej, wdowie po Janie Kasprowiczu na „Harendzie”. Tak zaczęła się błyskawiczna kariera Choromańskiego. Józef Wittlin pisał o Białych braciach – pierwszej powieści napisanej przez Choromańskiego po polsku: 

Będę trąbił, gdzie się da, że napisał Pan książkę stojącą na poziomie najlepszych dzieł Conrada, co jest prawdą.

W latach trzydziestych XX wieku napisał Zazdrość i medycynę, Opowiadania dwuznaczne, Skandal w Wesołych Bagniskach oraz kilka dramatów. Wiosną 1933 wyjechał do Szwajcarii, gdzie w maju leczył gruźlicę w sanatorium w Leysin. Wynajął też część willi „Chimera” w Zakopanem. Tu spotykał się m.in. z Witkacym i Tadeuszem Dołęgą-Mostowiczem. W tym okresie dużo podróżował do Argentyny, Brazylii i Afryki Zachodniej.
Niedługo po wybuchu II wojny światowej poślubił tancerkę i choreografkę Ruth Sorel. Ze względu na jej żydowskie pochodzenie oboje zmuszeni byli opuścić okupowaną Polskę w 1940. Choromański spędził siedemnaście lat na emigracji – najpierw w Brazylii, potem w Kanadzie. W Montrealu Ruth prowadziła szkołę baletową, Choromański cierpiał jednak na niemoc twórczą. Po powrocie do kraju w 1957 zaczął pracować ze zdwojoną siłą. Niemalże co roku wydawał nową powieść, nie spotykał się jednak z zainteresowaniem krytyków. Czuł się osamotniony i odrzucony. Zmarł nagle 24 maja 1972. Pochowany na Cmentarzu Wojskowym na Powązkach w Warszawie (kwatera 17B-5-30). Ruth Sorel-Choromańska zmarła w Warszawie 1 kwietnia 1974.

## Twórczość
- Biali bracia (1931)

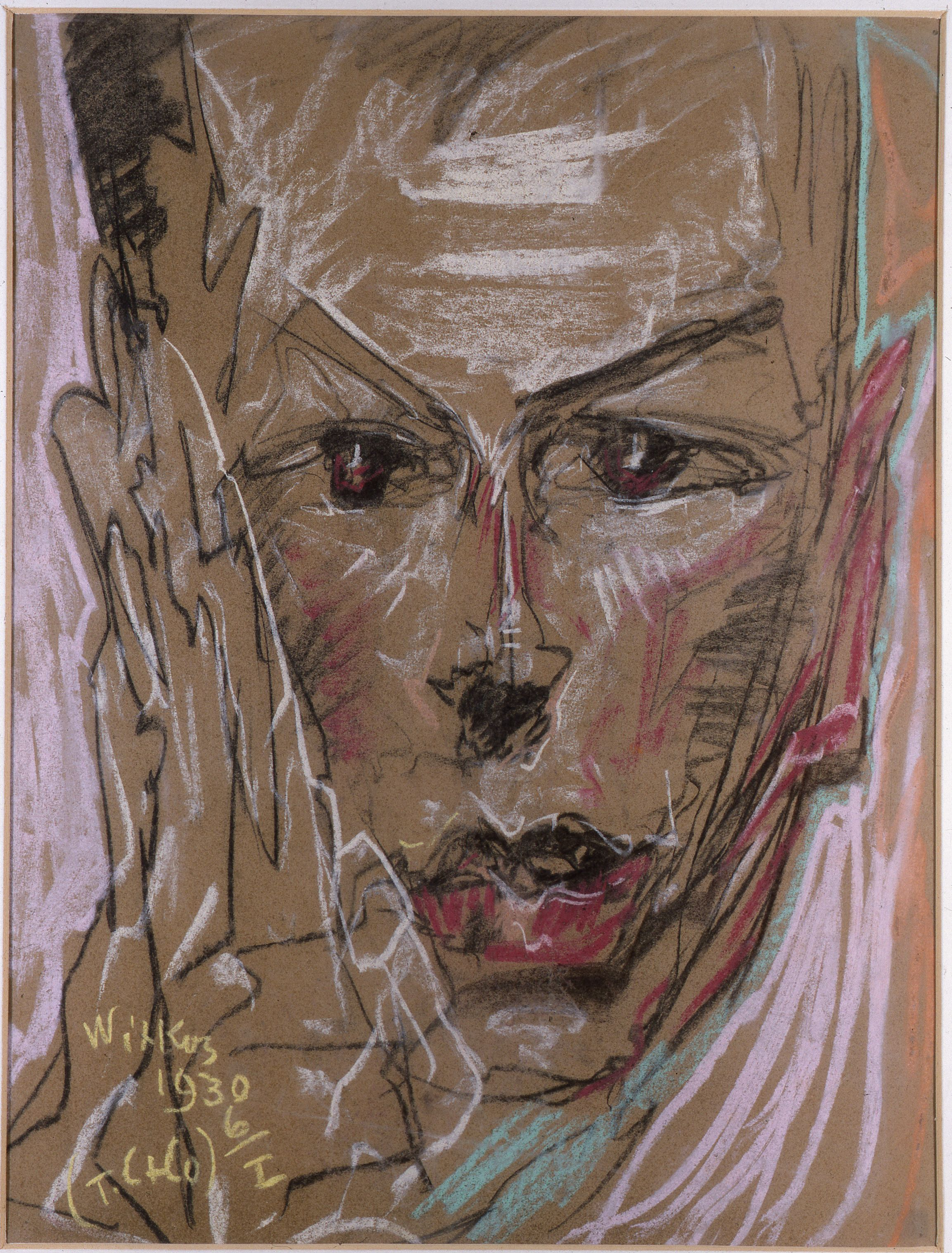
Portret M. Choromańskiego St.I. Witkiewicza (1930)

- Zazdrość i medycyna (1932), ekranizacja (1973)
- Opowiadania dwuznaczne (1934)
- Szpital Czerwonego Krzyża (druk w „Czasie” 1937, książka 1959)
- Prolegomena do wszelkich nauk hermetycznych (1958)
- Schodami w górę, schodami w dół (1965), ekranizacja (1988)
- Dygresje na temat kaloszy (1966)
- Makumba, czyli drzewo gadające (1968)
- W rzecz wstąpić (1968)
- Słowacki wysp tropikalnych (1969)
- Głownictwo, moglitwa i praktykarze (1969)
- Kotły Beethovenowskie (1970)
- Różowe krowy i szare scandalie (1970)
- Miłosny atlas anatomiczny (1972)
- Memuary (1976, wcześniej drukowane w „Przekroju”)
- Opowiadanie wariackie (1979)
- Skandal w Wesołych Bagniskach (1993); na podstawie powieści polski horror komediowy Horror w Wesołych Bagniskach (1995)

## Ekranizacje
- Zazdrość i medycyna, reż. Janusz Majewski, 1973
- Schodami w górę, schodami w dół, reż. Andrzej Domalik, 1988
- Horror w Wesołych Bagniskach, reż. Andrzej Barański, 1995